# Roubaix Lille Métropole/Saison 2014
Dieser Artikel listet Erfolge und Fahrer des Radsportteams Roubaix Lille Métropole in der Saison 2014 auf.

## Erfolge in der UCI Europe Tour
In den Rennen der Saison 2014 der UCI Europe Tour gelangen die nachstehenden Erfolge.
| Datum         | Rennen                      | Kat. | Sieger                    |
| ------------- | --------------------------- | ---- | ------------------------- |
| 5. März       | Le Samyn                    | 1.1  | Maxime Vantomme           |
| 23. Mai       | 1. Etappe Paris-Arras (MZF) | 2.2  | Roubaix - Lille Métropole |
| 23. – 25. Mai | Gesamtwertung Paris-Arras   | 2.2  | Maxime Vantomme           |

## Abgänge – Zugänge
| Zugänge             | Team 2013                     | Abgänge             | Team 2014                  |
| ------------------- | ----------------------------- | ------------------- | -------------------------- |
| Baptiste Planckaert | Crelan-Euphony                | Matthieu Boulo      | Raleigh-GAC                |
| Maxime Vantomme     | Crelan-Euphony                | Morgan Kneisky      | Raleigh-GAC                |
| Jean-Lou Païani     | Sojasun                       | Maxime Le Montagner | Brest Iroise Cyclisme 2000 |
| Quentin Jaurégui    | BKCP-Powerplus                | Boris Zimine        | CC Etupes                  |
| Timothy Dupont      | Ventilair-Steria Cycling Team | Loïc Desriac        | GSC Blagnac-Velo Sport 31  |
| Rudy Barbier        | Neoprofi                      | Kévin Lalouette     | USSA Pavilly Barentin      |
| Romain Pillon       | Neoprofi                      | Cyrille Patoux      | Unbekannt                  |
| Jimmy Turgis        | Neoprofi                      |                     |                            |

## Mannschaft
| Name                | Geburtstag         | Nationalität |              |
| ------------------- | ------------------ | ------------ | ------------ |
| Rudy Barbier        | 18. Dezember 1992  | Frankreich   |              |
| Timothy Dupont      | 1. November 1987   | Belgien      |              |
| Julien Duval        | 27. Mai 1990       | Frankreich   |              |
| Quentin Jaurégui    | 22. April 1994     | Frankreich   |              |
| Rudy Kowalski       | 18. August 1990    | Frankreich   |              |
| Jean-Lou Païani     | 23. Dezember 1988  | Frankreich   |              |
| Romain Pillon       | 22. September 1989 | Frankreich   |              |
| Baptiste Planckaert | 28. September 1988 | Belgien      |              |
| Jimmy Turgis        | 10. August 1991    | Frankreich   |              |
| Maxime Vantomme     | 8. März 1986       | Belgien      |              |
| Franck Vermeulen    | 10. April 1976     | Frankreich   |              |
| Stagiaires          | Stagiaires         | Nationalität | Nationalität |
| Romain Le Roux      | Romain Le Roux     | Frankreich   |              |
| Jérémy Leveau       | Jérémy Leveau      | Frankreich   |              |